# (4204) Barsig
(4204) Barsig ist ein Hauptgürtelasteroid, der am 11. Mai 1985 von Carolyn Shoemaker vom Palomar-Observatorium aus entdeckt wurde.
Der Asteroid wurde nach dem deutschen Lehrer Walter Barsig benannt.